# Montbrun (Lozère)
Montbrun (okzitanisch gleichlautend) war eine französische Gemeinde mit zuletzt 101 Einwohnern (Stand 1. Januar 2013) im Département Lozère in der Region Okzitanien. Montbrun ist ein Ortsteil der Gemeinde Gorges du Tarn Causses.
Die Gemeinde Montbrun wurde am 1. Januar 2017 mit Quézac und Sainte-Enimie zur neuen Gemeinde Gorges du Tarn Causses zusammengeschlossen.

## Geografie
Montbrun liegt im südlichen Zentralmassiv, am linken Ufer des Flusses Tarn.

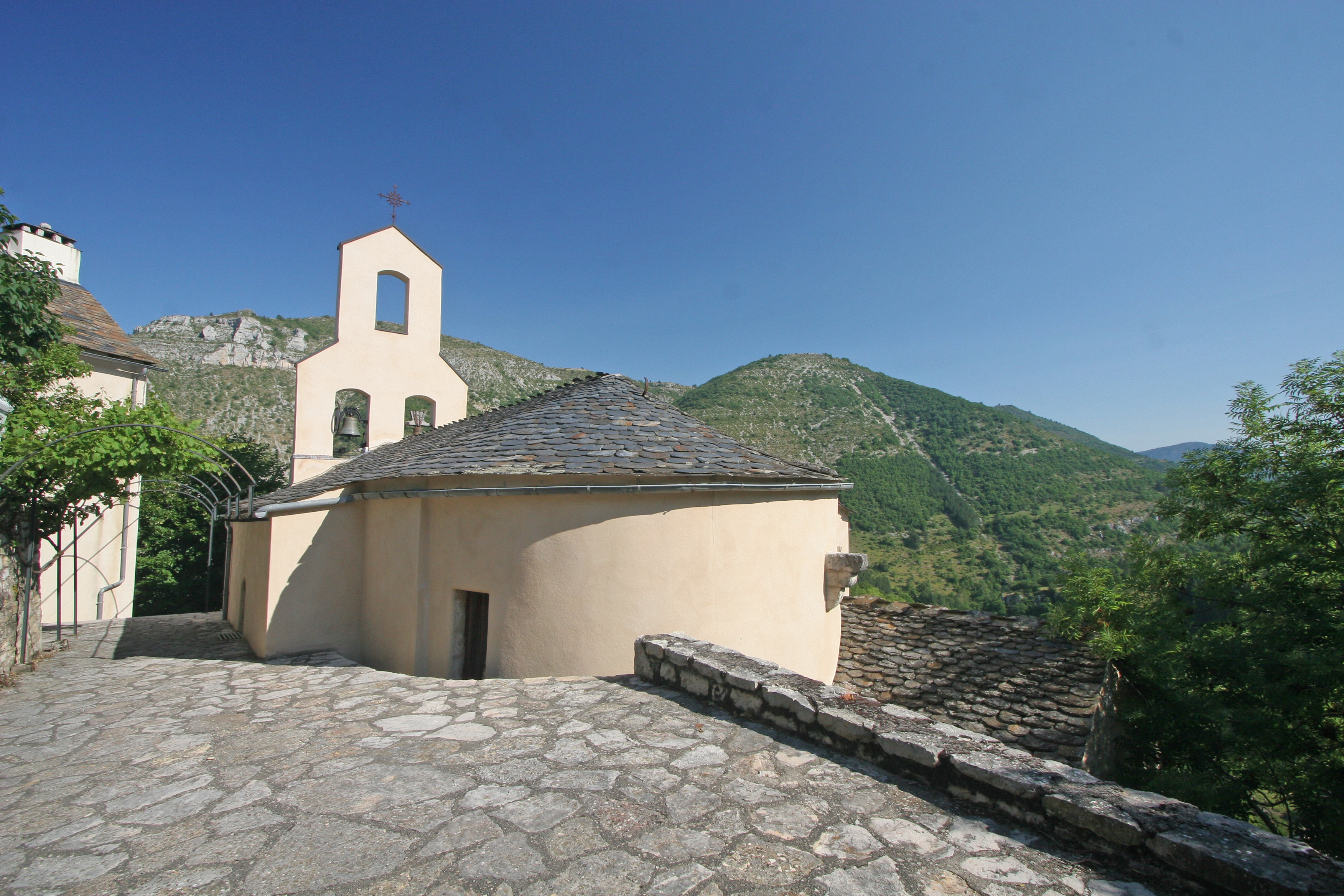
Kirche Saint-Pierre-et-Saint-Paul